# Heneral Luna
Heneral Luna (en tagalo: General Luna) es una película biográfica e histórica filipina producida por Jerrold Tarog en 2015. El tema principal de la película es la vida del general Antonio Luna, uno de los principales oficiales del ejército revolucionario filipino durante la guerra filipino-estadounidense.
La película fue seleccionada como nominación filipina para el Óscar de la mejor película en internacional de la88.ª edición.º de la ceremonia de los Oscars que tuvo lugar en 2016.

## Sinopsis
La película se centra sobre la implicación del general Antonio Luna durante el año 1899, en el ejecutivo filipino de Emilio Aguinaldo en las últimas horas antes el comienzo de la guerra, tras el incidente del puente San Juan del 4 de febrero que la provoca, hasta su asesinato sin resolver el 5 de junio de 1899.

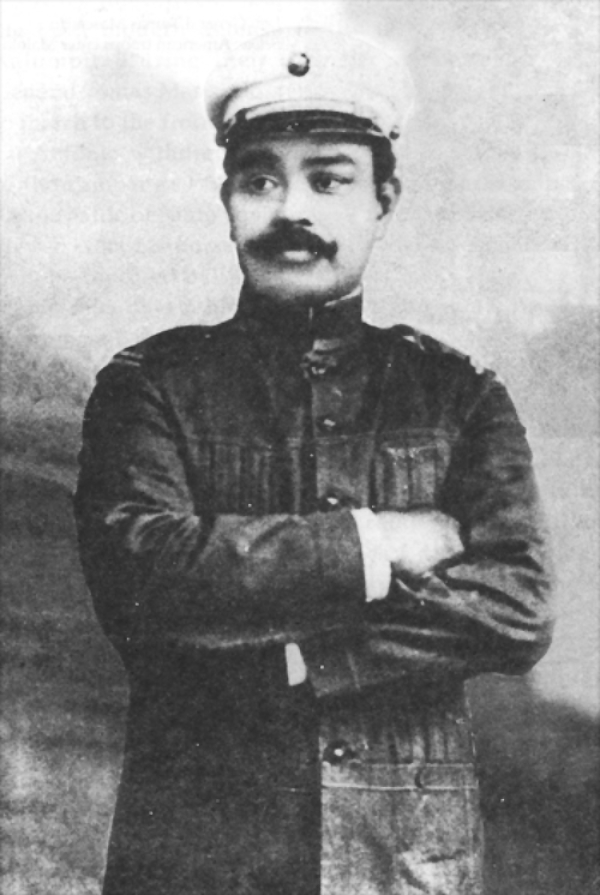
Antonio Luna.

## Distribución
| - John Arcilla: Antonio Luna - Mon Confiado: Emilio Aguinaldo - Arron Villaflor: Joven Hernando - Jeffrey Quizon: Apolinario Mabini - Paulo Avelino: Gregorio del Pilar - Joem Bascon: Paco Román - Archie Alemania: Eduardo Rusca - Arthur Acuña: Manuel Bernal - Alex Vincent Medina: José Bernal - Marc Abaya: Antonio Luna joven - Alvin Anson: José Alejandrino - Noni Buencamino: Felipe Buencamino - Mylene Dizon: Isabel | - Julia Enriquez: Enfermera - Ketchup Eusebio: Pedro Janolino - Anthony Falcon: Sgt. Diaz - Dennis Marasigan: Costales - Leo Martinez: Pedro Paterno - Lorenz Martinez: Tomas Mascardo - Allan Paule: Juan Luna - Bing Pimentel: Laureana Luna - Benjamin Alves: Tte. Manuel L. Quezon - E.A. Rocha: Elwell Stephen Otis |

## Continuación
En una escena poscréditos de Heneral Luna se muestra otro general de la misma guerra, Gregorio del Pilar, tomando bajo su mando las tropas de Luna, anunciando así un biopic centrado sobre le que sirve igualmente de continuación a la película de Luna.
El 5 de septiembre de 2018, la nueva película de Jerrold Tarog: Goyo: Ang Batang Heneral (Goyo: El niño general), también conocido al internacional bajo su título inglés Goyo: The Boy General. La película comienza en el día siguiente del asesinato de Luna, y trata del rol de Del Pilar a marchar desde entonces y hasta su muerte (durante la Batalla de Paso Tirad el 2 de diciembre de 1899), así como de las consecuencias de este homicidio sobre la guerra y su psicología.